# 足立区立西保木間小学校
足立区立西保木間小学校（あだちくりつにしほきましょうがっこう）は、東京都足立区西保木間4丁目にある公立小学校。

## 概要
- 本校は、渕江第二小学校と竹の塚北小学校が統合して開校した。

## 沿革
- 1997年（平成9年）
  - 4月1日 - 開校。開校時点の児童数418名・12学級、教職員25名。
  - 4月7日 - 開校式と最初の始業式及び第1回入学式挙行。
  - 5月15日 - PTA設立総会開催。
  - 11月5日 - 開校記念日。
  - 12月20日 - 開校記念式挙行し、祝賀会開催。
- 2001年（平成13年）12月1日 - 創立5周年記念式典挙行し、祝賀会開催。
- 2004年（平成16年）4月1日 - 校内西昇降口隣に、西保木間児童館分室・「西保木間小学校学童クラブゆずりは」開室。
- 2005年（平成17年）9月1日 - 耐震工事完成。
- 2006年（平成18年）10月28日 - 創立10周年記念式典挙行し、祝賀会開催。
- 2016年（平成28年）10月22日 - 創立20周年記念式典挙行。
- 2022年（令和4年）7月 - 校舎外壁と校舎内東側改修。

## 教育目標
- ○よく考える子
  - 基礎・基本の学力を身に付けた子。
  - 気づき、考え、実行する子。
  - 自ら学ぶ姿勢を身に付けた子。
- ○思いやりのある子
  - 自分のよさや他の子のよさがわかる子。
  - 相手の話をしっかり聞くことができる子。
- ○たくましい子
  - 基本的生活習慣を身に付け、健康づくりにはげむ子。
  - 進んで体を鍛える子
  - 健康づくりにはげむ子

## 通学区域
出典
- 竹の塚7丁目（全域）
- 西保木間2丁目（8番11号～8番21号、9番12号～9番23号、10番以降）
- 西保木間3丁目（全域）
- 西保木間4丁目（全域）

## 進学先中学校
出典
- 足立区立竹の塚中学校

## 学校周辺
- 足立区スイムスポーツセンター - 足立区道をはさんで、敷地が隣接。
- 足立区老人会館・悠々会館 - 足立区道をはさんで、敷地が隣接。
- 都営西保木間4丁目アパート - 足立区道をはさんで、敷地が隣接。
- 東京二十三区清掃一部事務組合足立清掃工場
- 西保木間第二公園
- 旧日光街道
- 東武鉄道伊勢崎線 - ただし、線路が通るだけである。
- 足立区立竹の塚中学校
- 社会福祉法人あだちの里・希望の苑
- 都営西保木間2丁目第2アパート
- ヤマト運輸竹ノ塚営業所

## アクセス
- 「足立清掃工場前」バス停下車後、すぐ近く。停車系統は下記参照。
  - 都営バス「北47」系統
  - 東武バス「竹14」系統